# Kosowo (osada)
Kosowo – zniesiona z dniem 1 stycznia 2014 osada w Polsce, w województwie wielkopolskim, w powiecie gostyńskim, w gminie Gostyń.
W latach 1975–1998 miejscowość należała administracyjnie do województwa leszczyńskiego.